# Pierre-Michel Lasogga
Pierre-Michel Lasogga (Gladbeck, 15 december 1991) is een Duits voetballer die doorgaans als aanvaller speelt. Hij tekende in juli 2014 een vijfjarig contract bij Hamburger SV, dat hem het voorgaande jaar al huurde van Hertha BSC. Hamburg betaalde €8.500.000,- voor de definitieve overname.

## Clubcarrière
Lasogga speelde in de jeugd voor FC Gladbeck, Schalke 04, Rot-Weiss Essen, SG Wattenscheid 09, VfL Wolfsburg en Bayer Leverkusen. Hij speelde vijf wedstrijden voor de amateurs van Bayer Leverkusen. In 2010 trok hij naar Hertha BSC. Op 24 september 2010 maakte hij zijn profdebuut tegen Energie Cottbus. Twee weken later kreeg hij zijn eerste basisplaats toebedeeld. Hij scoorde meteen tweemaal. Tussen mei 2012 en januari 2013 stond hij aan de kant met een gescheurde kruisband. Op 21 april 2013 scoorde hij het enige doelpunt tegen SV Sandhausen, waardoor Hertha BSC zich verzekerde van promotie naar de Bundesliga.

## Interlandcarrière
Lasogga debuteerde in 2011 voor Duitsland -21.

## Erelijst
| Kampioen 2. Bundesliga | 2x | 2010/11, 2012/13 |

1 Heuer Fernandes ·
2 Mikelbrencis ·
4 Schonlau  ·
5 Hadžikadunić ·
6 Poręba ·
7 Dompé ·
8 Elfadli ·
9 Glatzel ·
10 Pherai ·
11 Königsdörffer ·
12 Mickel ·
14 Reis ·
17 Karabec ·
16 Mebude ·
18 Jatta ·
19 Raab ·
20 Richter ·
21 Öztunalı ·
23 Meffert ·
27 Selke ·
28 Muheim ·
29 Sahiti ·
30 Hefti ·
33 Katterbach ·
37 Zumberi ·
41 Megeed ·
45 Baldé ·
47 Oliveira ·
49 Stange ·
Coach: Polzin